# Gmina Center (hrabstwo Fayette)

Położenie Gminy Center w hrabstwie Fayette

Gmina Center (ang. Center Township) – gmina w USA, w stanie Iowa, w hrabstwie Fayette. Według danych z 2000 roku gmina miała 353 mieszkańców, a jej powierzchnia wynosi 95,13 km².